# مراتایا
مُراتایا (به اسپانیایی: Moratalla) یکی از شهرداری‌های کومارکای شرقی و در بخش خودمختار مورسیا در کشور اسپانیا قرار دارد. تا سال ۲۰۱۱ مساحت این شهرداری ۹۵۴ کیلومتر مربع و جمعیت آن ۸۳۸۲ تَن می‌باشد.